# Дворнік Іван Герасимович
Іва́н Гера́симович Дво́рнік (народився 1 лютого 1947) — український інженер, начальник Управління господарсько-побутового забезпечення Державного управління справами Президента України. Заслужений працівник сфери послуг України.

## Біографія
Народився 1 лютого 1947 року. З 1965 року по 1968 рік навчався у Київському технікумі громадського харчування. У 1968 році працював завідувачем виробництва їдальні № 329 Печерського тресту їдалень. У 1968—1973 роках був заступником директора їдальні № 301 Печерського тресту їдалень.
У 1973 році закінчив Київський торгово-економічний інститут (КТЕІ), за фахом — інженер-технолог. У 1973—1974 роках — командир відділення в/ч 03213 Ленінградського військового округу. З 1974 року по 1975 рік — заступник начальника комбінату громадського харчування Воєнторгу № 418 у м. Києві.
У 1975—1976 роках був заступником начальника відділу обслуговування спецзаходів Київресторантресту. У 1978—1981 роках — інструктор відділу торгово-фінансових органів Київського міському КП УРСР у м. Києві. З 1981 року по 1986 рік — начальник управління громадського харчування Київського міськвиконкому.
У 1986—1988 роках — начальник управління кадрів Міністерства торгівлі УРСР. З 1988 по 1993 роки — генеральний директор Українського державного об'єднання «Укроптбакалія». У 1993—1995 роках працював заступником голови Київської міської державної адміністрації. З 1995 по 1996 роки — заступник міністра зовнішніх економічних зв'яків і торгівлі України.
З 1996 року по 2000 рік — керівник торговельно-економічної місії у складі Посольства України в Чехії. З травня 2000 року обіймає посаду начальника Управління господарсько-побутового забезпечення Державного управління справами Президента України.
Одружений, дружина — Тетяна Андріївна.

## Нагороди та відзнаки
Удостоєний почесного звання «Заслужений працівник сфери послуг України». Нагороджений ювілейною медаллю «За доблесну працю» (1970), медаллю «За трудову відзнаку» (1980), медаллю «В пам'ять 1500-річчя Києва» (1982), орденом «Трудового червоного прапора» (1986).